# Illés István (rendező)
Illés István (Budapest, 1944. február 24. – Győr, 2006. április 2..) Jászai Mari-díjas magyar színházrendező, színigazgató.

## Életpályája
Első diplomáját 1968-ban az Eötvös Loránd Tudományegyetem magyar-történelem szakán szerezte. 1969–1973 között a Színház- és Filmművészeti Főiskola rendező szakos hallgatója volt. 1972-től a Miskolci Nemzeti Színház rendezője, 1974–1979 között főrendezője volt.1979-1982 között a kecskeméti Katona József Színház tagja volt. 1982-től a győri Kisfaludy Színház rendezője, 1984–1991 között főrendezője volt. 1992–1995 között a kecskeméti Katona József Színház igazgatója volt. 1995-1999 között szabadfoglalkozású volt. 1999–2006 között a Győri Nemzeti Színházban dolgozott. 2006-ban hunyt el.

### Főbb rendezései
- Görgey Gábor: Handabasa
- Petőfi–Simon–Rónai: A helység kalapácsa
- Szakonyi Károly: Hongkongi paróka
- Kertész Ákos: Névnap
- Gyurkovics Tibor: Magyar menyasszony
- Csehov: Sirály
- Pinter: A gondnok

## Díjai, elismerései
- Jászai Mari-díj (1987)

## Családja
Testvére Illés Béla egészségpolitikus.